# Петрушка (балет)
«Петру́шка» (русские потешные сцены в четырёх картинах) — одноактный балет на музыку Игоря Стравинского. Создан для «Русских сезонов» Сергея Дягилева, премьера состоялась 13 июня 1911 года в Париже, на сцене театра Шатле. Главные партии исполняли Вацлав Нижинский (Петрушка), Тамара Карсавина (Балерина), Александр Орлов (Арап), Энрико Чеккетти (Фокусник), дирижёр — Пьер Монтё.
Вторая редакция балета была создана в 1948 году для Парижской оперы.
«Петрушка» — это история одного из традиционных персонажей русских народных кукольных представлений, Петрушки, сделанного из соломы и опилок, в котором тем не менее просыпается жизнь и пробуждаются душа и человеческие эмоции. Образ Петрушки неразрывно связан с образом первого исполнителя партии, танцовщика Вацлава Нижинского.

## История создания

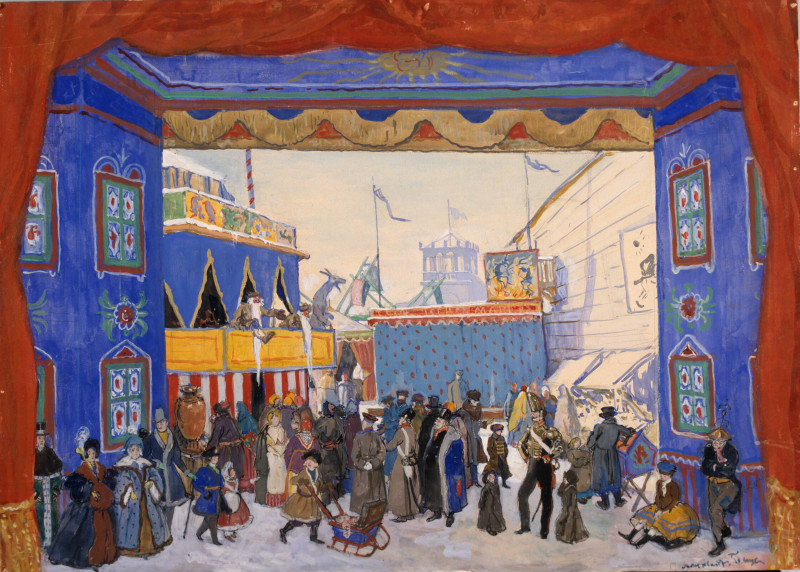
Александр Бенуа. Эскиз декорации балаганной площади

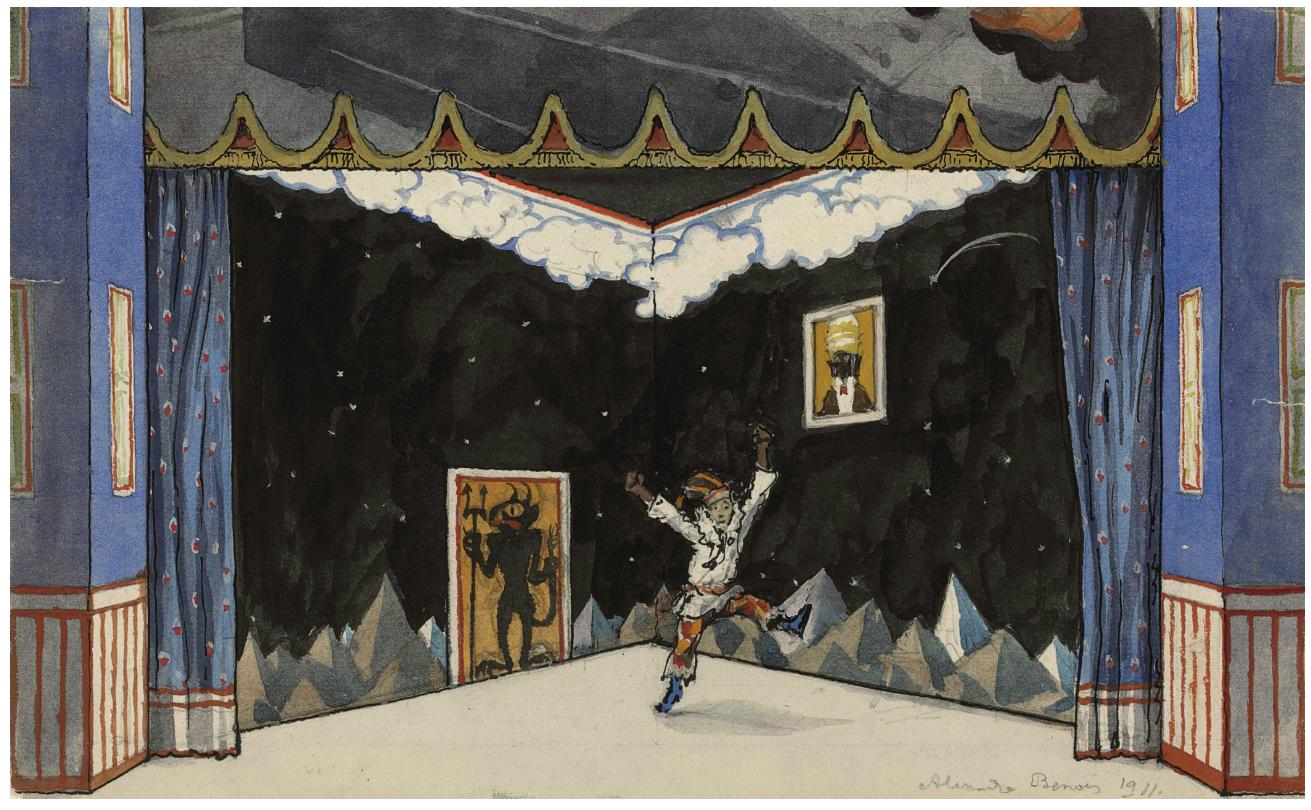
Александр Бенуа. Эскиз декорации комнаты Петрушки

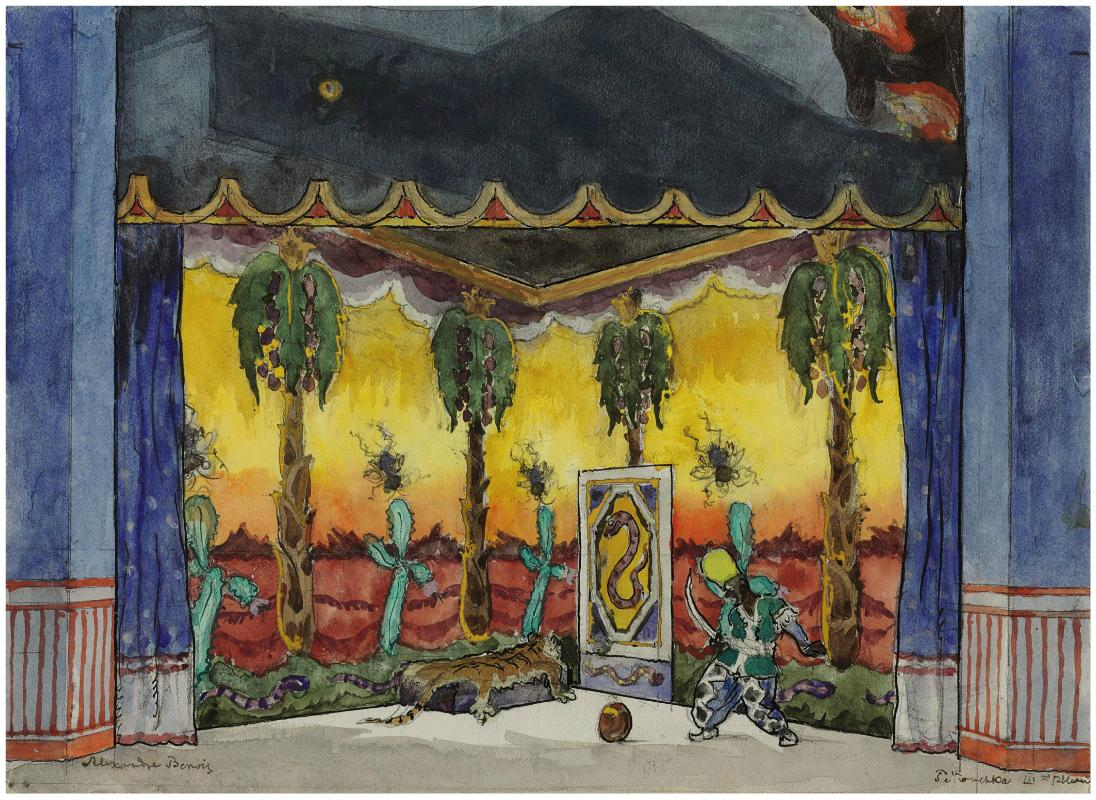
Александр Бенуа. Эскиз декорации комнаты Арапа

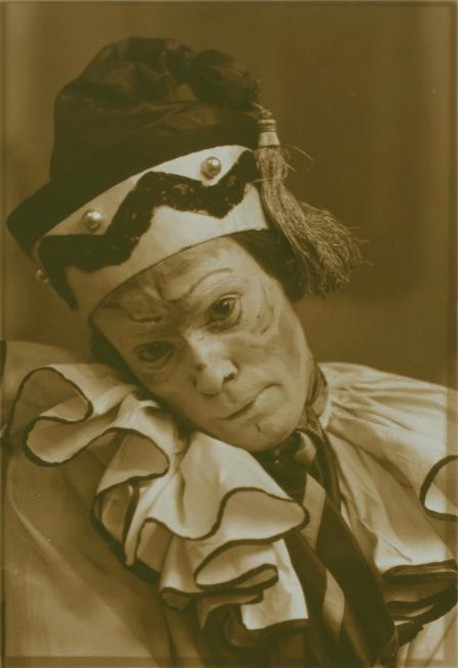
Вацлав Нижинский в образе Петрушки, 1911

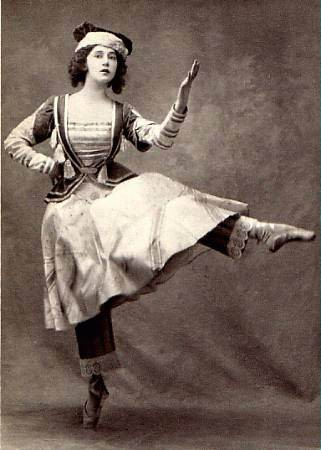
Тамара Карсавина в партии Балерины, 1911

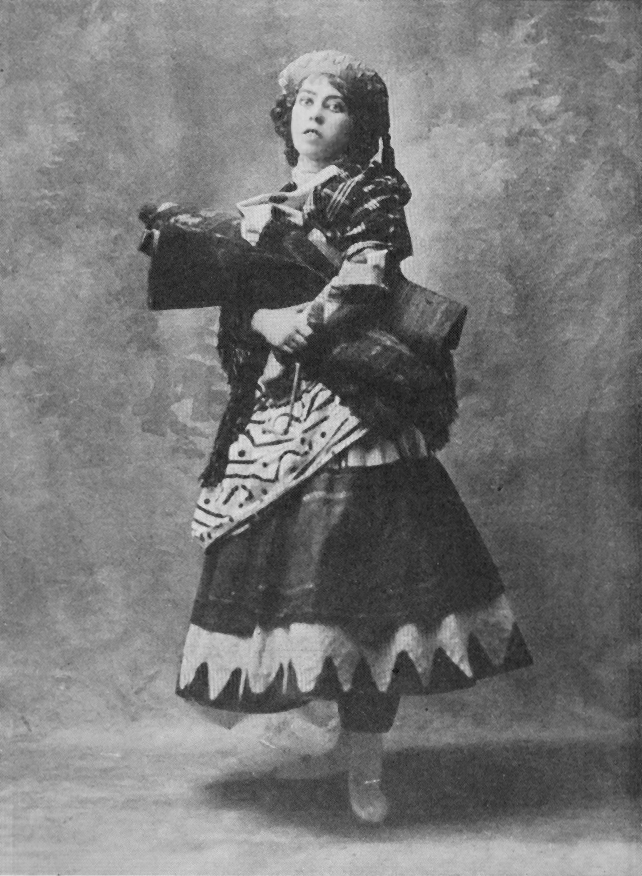
Бронислава Нижинская в партии Балерины, 1913

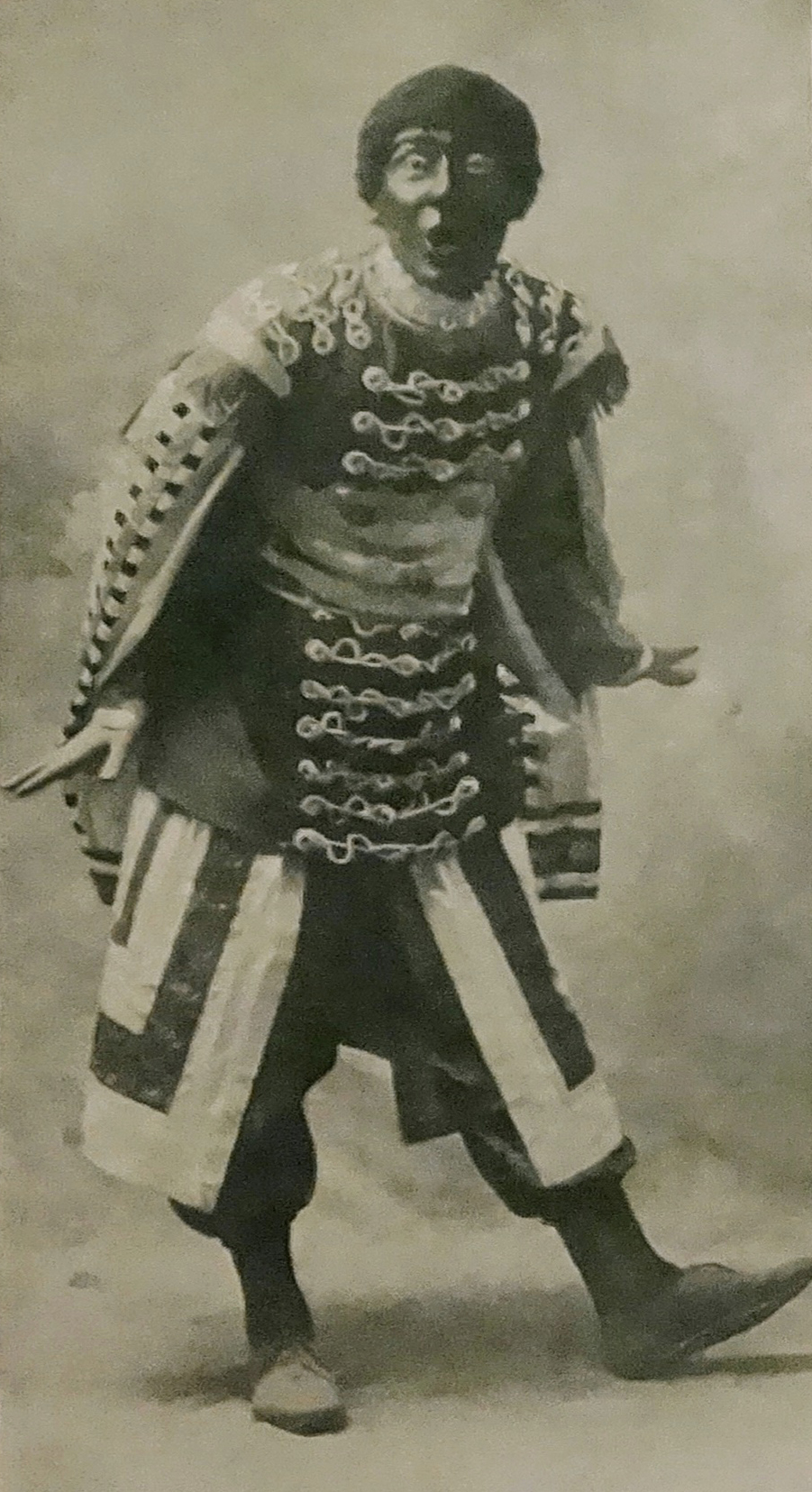
Александр Орлов в партии Арапа, 1911

Первоначально композитор сочинил небольшую виртуозную концертную пьесу для оркестра с солирующим роялем. «Когда я сочинял эту музыку, — вспоминает Стравинский, — перед глазами у меня был образ игрушечного плясуна, внезапно сорвавшегося с цепи, который своими каскадами дьявольских арпеджио выводит из терпения оркестр, в свою очередь отвечающий ему угрожающими фанфарами. Завязывается схватка, которая в конце концов завершается протяжною жалобой изнемогающего от усталости плясуна. Закончив этот странный отрывок, я целыми часами гулял по берегу Леманского озера, стараясь найти название, которое выразило бы в одном слове характер моей музыки, а следовательно, и моего персонажа. И вот однажды я вдруг подскочил от радости. „Петрушка“». Когда Стравинский сыграл это произведение С. П. Дягилеву, тот с энтузиазмом воскликнул: «Да ведь это же балет! Ведь это Петрушка!» Так возникла идея балетного спектакля, а Дягилев подхватил эту идею и настоял на её разработке.
Либретто было создано Александром Бенуа на уже практически готовую музыку совместно с композитором. Бенуа вспоминал по этому поводу: «Я подчас сам с трудом могу поверить, что при столь абсолютном совпадении поступков и музыки, последняя не написана на уже готовую программу, а что „программа“ была подставлена под уже существовавшую музыку. Процесс творчества здесь шёл путём как бы обратным естественному и нормальному». Он же стал автором декораций и костюмов. Хотя записанный текст хода действия принадлежит Бенуа, соавторы договорились считать сценарий совместным, причём вопреки алфавиту первым писать фамилию Стравинского, а композитор посвятил партитуру «Петрушки» Бенуа. Воскрешение духа Петрушки в финале было идеей композитора, а не Бенуа. Дягилев заплатил за балет Стравинскому 1000 рублей. В партитуре была использована мелодия «Деревянная нога» в сопровождении позвякивающего треугольника, под которую пляшет в валенках уличная танцовщица. Эту мелодию играла шарманка каждое утро под его окном в Больё-сюр-мер. Начиная с 1911 года[уточнить] по решению суда ему пришлось выплачивать часть авторских отчислений её автору — некоему «м-ру Спенсеру», который проживал во Франции.
Впервые спектакль был дан 13 июня 1911 года в театре «Шатле». Премьера, на которой присутствовал «весь Париж», прошла с большим успехом. Об этом удачном дебюте композитор позже вспоминал: «Успех „Петрушки“ сослужил мне службу, поскольку он внушил мне абсолютную уверенность в моём слухе как раз в то время, когда я собирался приступить к сочинению „Весны священной“».
Стравинский написал фортепианное переложение «Трёх пьес из „Петрушки“» в 1921 году. В 1946 году он сделал новую редакцию партитуры «Петрушки», которая, по его словам, представлялась ему «гораздо более удачной».
Две сюиты из балета были исполнены осенью 1962 года в Большом театре в рамках гастрольного тура Стравинского по случаю его 80-летнего юбилея — он вернулся в Россию 45 лет спустя, впервые посетив СССР по приглашению Союза композиторов.

## Действующие лица
- Петрушка
- Балерина
- Арап
- Фокусник
- Балаганный дед
- 1-я уличная танцовщица
- 2-я уличная танцовщица
- Шарманщик
- Ухарь-купец
- 1-я цыганка
- 2-я цыганка
- 3-я цыганка
- Кучера, извозчики, кормилицы, ряженые: баба, чёрт, коза, гусар, поварёнок; мастеровые, гуляющие.

## Художественные особенности
Действие балета, этого «балета-улицы», по словам Бенуа, происходит в 30-е годы XIX века на Адмиралтейской площади в Петербурге во время масленичного гулянья, а в балете несомненно отразились любимейшие детские впечатления авторов. В центре событий находится любовная драма кукол — Петрушки, Арапа и Балерины, изображённая в духе старинного театра масок. Это история несчастной любви к Балерине, отвергающей Петрушку и предпочитающей ему Арапа, который в конце концов убивает соперника — Петрушку. В балете четыре небольшие картины, идущие без перерыва, которые соединяет барабанный бой. В двух средних картинах показана жизнь кукол, крайние картины — представляют собой массовые сцены праздничного гулянья.
Петрушка — один из самых ярких балетов И. Ф. Стравинского. Эта музыка настолько живая и выразительная, что можно не смотреть на сцену — воображение само рисует образы Петрушки, Арапа, Балерины, масленичных гуляний. Критик Я. А. Тугенхольд приветствовал «Петрушку» как новое замечательное достижение на поприще синтеза искусств («„Петрушка“ прежде всего живопись, музыка и пластика» — «Аполлон», 1911, № 6). Автор «Книги о Стравинском» Б. Асафьев, отмечая, что в этом балете композитор «впервые заговорил самостоятельно, своим блестящим и сочным языком», писал: «Партитура „Петрушки“ сама по себе, независимо от сценического действия, представляет пластически и динамически яркое и характерное целое: фантастическую повесть на сочной конкретно выявленной реальной бытовой основе. Сценическая стилизация даже несколько уменьшает и суживает динамический размах и образность музыкального действия. Концертное исполнение даёт воображению больше пищи».
В этом балете происходит драматизация и психологизация действия: Петрушка из бойкого шалуна и персонажа комедии, представителя народной смекалки и юмора, превратился в хореографический вариант литературного типа «маленького человека». Бенуа так определял суть роли Петрушки: «Выразить жалкую забитость и бессильные порывы в отстаивании личного счастья и достоинства». Стравинский, вспоминая об исполнении роли Петрушки Нижинским, подчёркивал драматическое начало вместо привычного хореографического: «Прыжки, в которых он не знал соперников, уступали здесь место драматической игре, музыке и жесту». М. Фокин о характере главного персонажа писал следующее: «Мне невыразимо приятно, что композитор нашёл те звуки, те сочетания звуков и тембров, которые рисуют передо мной образ любящего, забитого, всегда несчастного Петрушки. Сейчас, когда я подбираю слова, чтобы сказать, что такое Петрушка, я чувствую, как слабо слово или как беспомощен я, и ещё более ценю красноречие музыки и жеста». Бенуа, отзываясь об исполнителях ролей на премьере, отмечал: «Карсавина сумела остаться прелестной и пленительной. Ей к тому же очень шёл тот потешный костюм, который я почти дословно скопировал с одной статуэтки гарднеровского фарфора. Превосходный Орлов мастерски справился с ролью Арапа, трудность которой заключается в том, чтобы дать впечатление „механической бессмысленности“ с примесью чего-то звероподобного». Известный импресарио Сергей Дягилев узнаваем в образе загадочного фокусника, который умеет тянуть за ниточки своих марионеток «театра живых фигур».
Кукольная драма помещена в праздничную обстановку русских масленичных гуляний. В балете слились мотивы русских песен, городского песенного фольклора и мелодий в народном духе, написанных композитором. Композитор использовал народные мелодии и городской фольклор: «Ах вы, сени, мои сени», «Вдоль по Питерской», «Далалынь, далалынь», «А снег тает, вода с крыши льётся», «Под вечер осенью ненастной», «По улице мостовой» и др. Вообще, музыка Стравинского похожа на яркие цветные пятна, переливающиеся друг в друга, это сочетание несочетаемого. Много мелодий, ритмов из музыки Стравинского (и в том числе балета «Петрушка») легло в основу современного музыкального искусства. С искренней симпатией о балете отозвался Клод Дебюсси, который в письме 10 апреля 1912 года писал: «Вы пойдёте гораздо дальше, чем в „Петрушке“, это наверняка, но уже теперь Вы можете гордиться своими достижениями».
Ж. Кокто в своей книге «Призыв к порядку» (Le Rappel à l’ordre, 1926) писал о балете: «На первых порах Стравинского признали отдельные знатоки, но мало-помалу и публика канонизировала „Петрушку“. Итак, „Петрушка“ по праву стал считаться классикой, а произошло это, во-первых, благодаря его фольклорной основе и, во-вторых, потому, что его стали использовать в борьбе с ещё более новым. Это совершенно в духе публики: ковылять от шедевра к шедевру, всегда отставая на один; признавая вчерашний день, хулить сегодняшний и, как говорится, всегда идти не в ногу со временем».

## Постановки
- 13 июля 1911 — Русские сезоны, театр «Шатле», Париж. Художник Александр Бенуа, дирижёр Пьер Монтё, балетмейстер Михаил Фокин; Петрушка — Вацлав Нижинский, Балерина — Тамара Карсавина, Арап — Александр Орлов, Фокусник — Энрико Чеккетти.
- 1919 — Нью-Йорк.
- 20 ноября 1920 — Петроградский театр оперы и балета. Балетмейстер Леонид Леонтьев (по постановке Михаила Фокина), художник Александр Бенуа, дирижёр Эмиль Купер; Петрушка — Леонид Леонтьев, Балерина — Елена Люком, Арап — Василий Вайнонен.
- 6 февраля 1921 — Большой театр, Москва; возобновление постановки Фокина. Балерина — Екатерина Гельцер, Петрушка — Виктор Смольцов, Арап — Владимир Рябцев.
- 1925 — Копенгаген.
- 1932 — Буэнос-Айрес.
- 1933 — Рим.
- 1936 — Лондон.
- 1936 — Русский балет Монте-Карло под руководством полковника де Базиля, Монте-Карло. Среди исполнителей партии Балерины — Элен Кирсова.
- 7 апреля 1948 — Парижская опера. Балетмейстеры Сергей Лифарь и Зверев (по балету Михаила Фокина), художник Александр Бенуа.
- 1955 — Кейптаун.
- 26 марта 1961 — Малый театр оперы и балета, Ленинград. Балетмейстер Константин Боярский (по балету Михаила Фокина), художники В. М. Купер, Э. Я. Лещинский (по эскизам Александра Бенуа), дирижёр Сергей Прохоров; Петрушка — Валерий Панов, Балерина — Мария Мазун, Арап — А. Г. Мирецкий.
- 30 июня 1964 — Большой театр (на сцене филиала). Балетмейстер Константин Боярский (по балету Михаила Фокина), художники В. К. Клементьев, M. H. Прокудина (по эскизам Александра Бенуа), дирижёр Евгений Светланов; Петрушка — Владимир Васильев, Балерина — Екатерина Максимова, Арап — Эсфандьяр Кашани, Фокусник — Э. Г. Володин.
- 25 июня 1982 — Большой театр, возобновление. Балетмейстер Константин Боярский (по Михаилу Фокину), художник М. Н. Прокудина (по Александру Бенуа), дирижёр Александр Лавренюк; Петрушка — Михаил Цивин, Балерина — Людмила Семеняка, Арап — В. H. Елагин, Фокусник — Юрий Папко.
- 1990 — Театр имени Кирова. Сценарист и балетмейстер О. М. Виноградов, художники В. А. Окунев, И. И. Пресс, дирижёр Валерий Гергиев; Петрушка — Андрис Лиепа (затем Сергей Вихарев). В том же году постановка была заснята для телевидения.
- 1990 — Большой театр балетмейстер Ю. Григорович. Дирижёр — П. Сорокин. Постановка в рамках вечера, посвященного 100-летию со дня рождения В. Нижинского. Режиссёр — Светлана Конончук. Актёр — Ирек Мухамедов (Петрушка), Актёр — Людмила Семеняка (Балерина), Актёр — Вячеслав Елагин (Арап), Актёр — Юрий Ветров (Фокусник)
- 6 февраля 2010 — Мариинский театр. Хореография Михаила Фокина в постановке Гэри Криста, сценография Батожана Дашицыренова по Александру Бенуа.
- 20 ноября 2018 – Большой театр (мировая премьера). Хореограф – Эдвард Клюг. Либретто Александра Бенуа, Игоря Стравинского. Дирижер-постановщик Павел Клиничев. Петрушка – Денис Савин, Балерина – Екатерина Крысанова, Арап – Антон Савичев, Фокусник – Георгий Гусев (затем Вячеслав Лопатин).

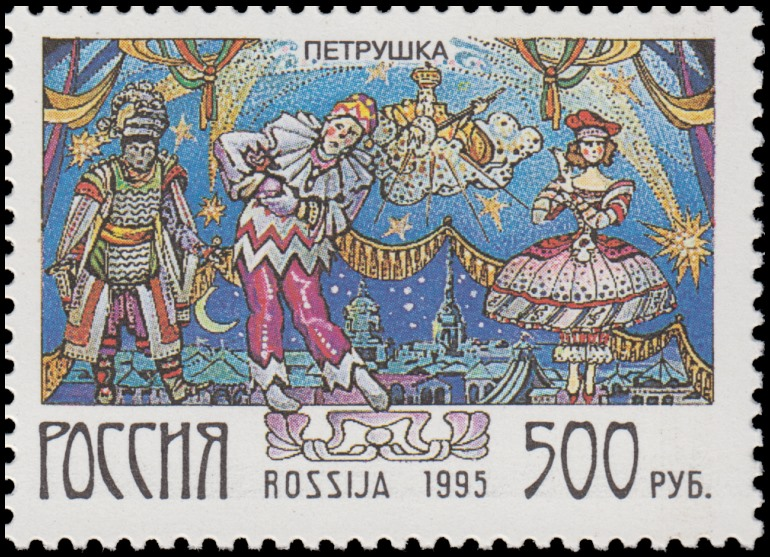
Почтовая марка, 1995 год

- 10 июля 2025 – Большой театр. Постановка в рамках совместного проекта Большого и Мариинского театров, посвященного 143-летию со дня рождения Игоря Стравинского[13]. Балетмейстер-постановщик – Андрис Лиепа (по балету Михаила Фокина). Либретто Александра Бенуа. Дирижер-постановщик – Валерий Гергиев]. Петрушка – Даниил Потапцев, Балерина – Анастасия Сташкевич, Арап – Ратмир Джумалиев, Фокусник – Камиль Янгуразов[14].

## Экранизации
- 1990 — телеверсия постановки Мариинского театра.
- 1990 — телеверсия постановки Большого театра (дирижер-постановщик Павел Сорокин).
- 1993 — «Рождественская фантазия», рисованный мультфильм по мотивам балета, режиссёр Людмила Кошкина («Союзмультфильм»).

## Влияние

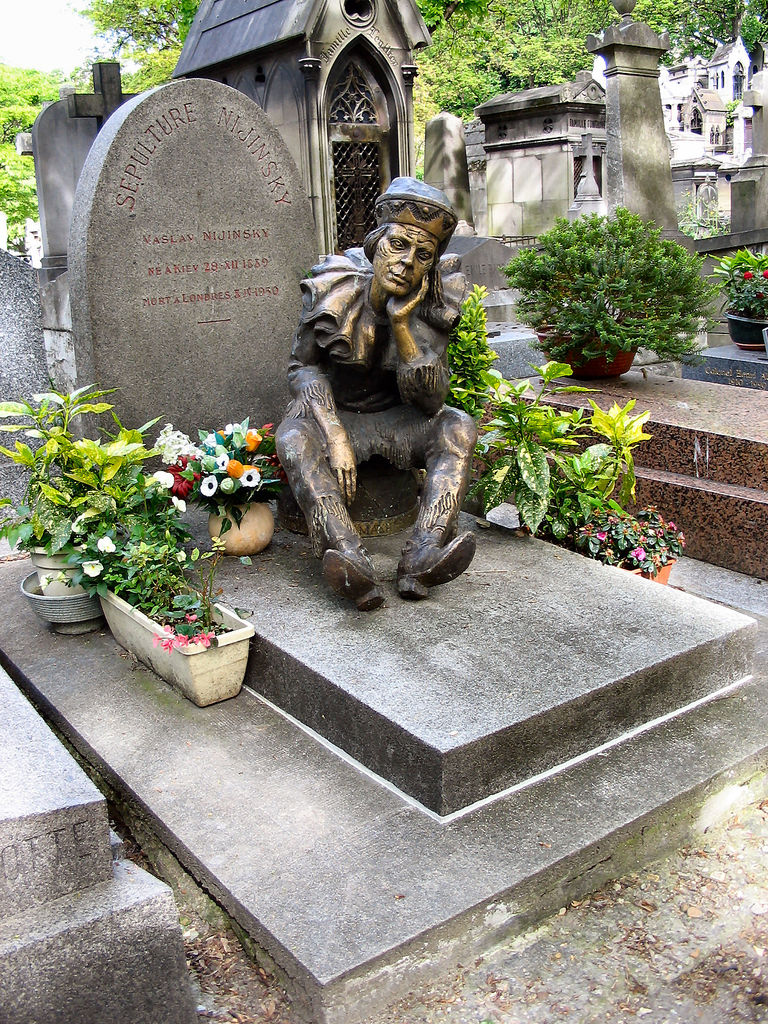
Надгробие Вацлава Нижинского на кладбище Монмартр в Париже. Статуя изображает Нижинского в партии Петрушки

Балетмейстер Морис Бежар в своих постановках неоднократно обращался к образу страдающего артиста-Петрушки, который в то же время неотделим от образа создателя роли, танцовщика Вацлава Нижинского.